# Dorcus brevis
Dorcus brevis là một loài bọ cánh cứng trong họ Lucanidae. Loài này được Say mô tả khoa học năm 1825.